# Hechtsee
Der Hechtsee ist ein kleiner See in den Brandenberger Alpen in Tirol, Österreich.

## Geographie

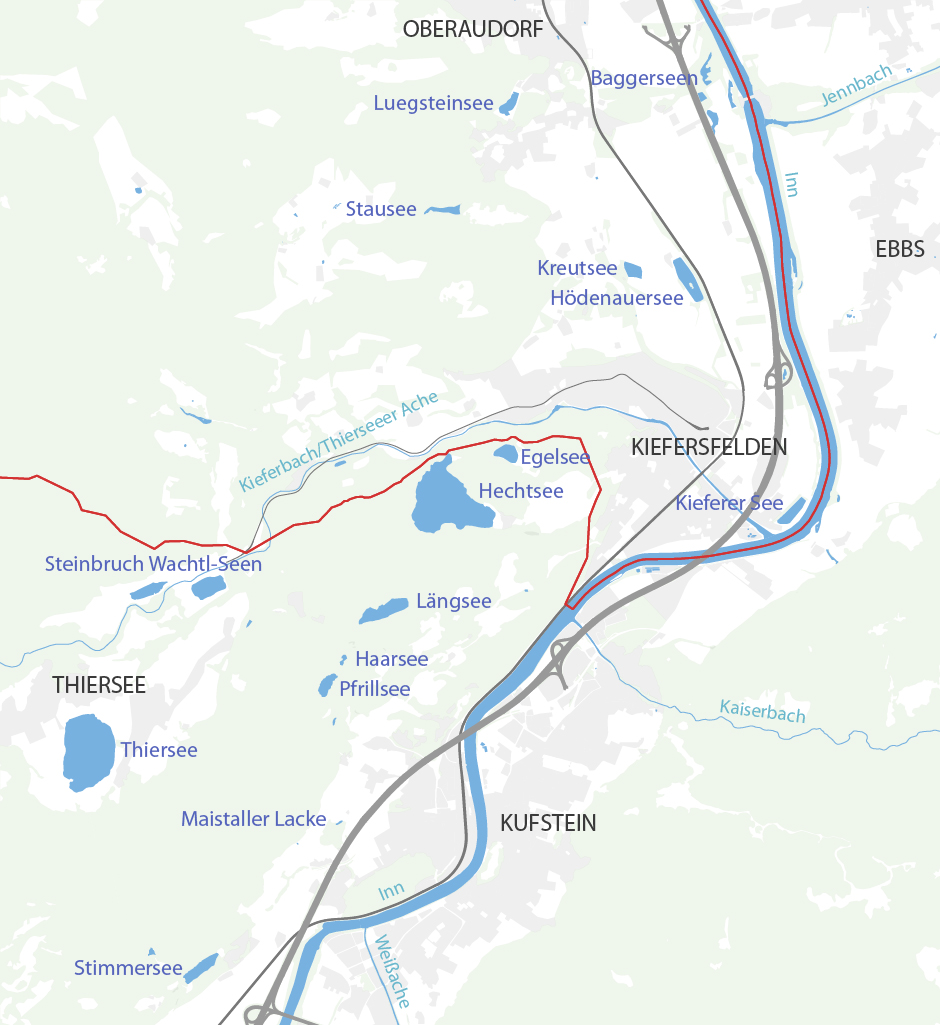
Seen um Kufstein und Kiefersfelden

Der See liegt in den Brandenberger Alpen westlich von Kiefersfelden (Bayern) bzw. nördlich von Kufstein (Tirol). Er ist mit rund 0,28 km² Fläche der größte und mit maximal 57 m Tiefe der tiefste der sechs Seen westlich von Kufstein. Unweit seines Südufers erhebt sich der Thierberg (721 m). Nur wenige Meter vom Nordufer entfernt verläuft die deutsch-österreichische Grenze und damit die Grenze zwischen Bayern und Tirol.
Der größte Zufluss des Hechtsees ist der kleine Hechtbach (auch Hechtseebach benannt), der aus einem kleinen Tal zwischen Hecht- und Längsee kommt. Die Wasseroberfläche ist normalerweise auf 542 me. Der Abfluss des Sees, der nach wenigen Metern die Staatsgrenze quert, mündet nach einem kleinen Wasserfall in den etwa 35 m tiefer liegenden Kieferbach.
Weitere Seen in und rund um Kufstein sind der Egelsee, der Längsee, die Maistaller Lacke, der Pfrillsee, der Stimmersee und der Thiersee.

## Tektonik und Geschichte
Die vier „Thierberg-Seen“ (Pfrillsee, Längsee, Hechtsee und Egelsee) sind tektonische Erscheinungen, kleine Einsturzbecken die vielleicht durch Hohlräume oder andere Karstphänomene begünstigt wurden. Der Inntalgletscher hatte sie allerdings in der letzten Eiszeit ausgeräumt, ausgeschürft und mit Moränenschutt und Schmelzwassersedimenten abgedämmt.
Seinen Namen hat der See keineswegs vom Hecht, sondern von einer Fee namens Hechta, die nach der Sage hier einst hauste und sich an ihrem untreuen Buhlen, einem jungen Hirten, dadurch rächte, dass sie Wasser aus dem Boden zauberte, das den Hirten samt seiner Herde und deren Weide verschlang.
Im November 1755 und März 1761 schwoll das Wasser des Sees so sehr an, dass er schließlich Schlamm aufwirbelnd, mit braunem, stinkendem Wasser aus den Ufern trat. Als Grund für dieses seltsame Phänomen stellten sich die beiden Erdbeben von Lissabon sowie die nahe Lage an einer tektonischen Transformzone (Inntal) heraus.

## Hydrologie
Der Hechtsee wird bereits seit Jahrhunderten durch eine zwei Meter hohe Mauer aufgestaut. Ohne diese wäre der Wasserspiegel entsprechend niedriger. Weil der See ab etwa 20 m Tiefe aus sauerstofflosem, schwefelwasserstoffhaltigem und zugleich nährstoffreichem Wasser besteht, wird seit den frühen 1990ern Wasser aus der Tiefe durch ein unter der Staumauer hindurchgeführtes Rohr abgelassen.

## Tourismus
Der See ist ein beliebter Badesee und wird im Sommer von vielen Besuchern aufgesucht. Am Südostufer befindet sich die sogenannte (kostenpflichtige) Seearena Hechtsee mit einem ganzjährig geöffnetem Restaurant und im Sommer mit einem Café. Neben einem abgeschlossenen Kinderbecken bietet die Badeanstalt auch noch u. a. einen Beachvolleyballplatz und einen Tretbootverleih an. Im Winter kann der See bei ausreichender Eisdicke zum Eislaufen benützt werden. Ganzjährig führt ein gut begehbarer Spazierweg um den See mit Abzweigungen Richtung Kiefersfelden, zum Längsee oder zum Thierberg und zur gleichnamigen Kapelle. Außerdem führt im Sommer bei Schönwetter ein sogenannter „Bäderbus“ vom Bahnhof Kufstein aus zum angrenzenden Parkplatz.
Erreichbar ist der See mit dem KFZ über die B 171, von der aus auf der österreichischen Seite zwischen Kiefersfelden und Kufstein seit 1932 die L 210 Richtung Hechtsee abzweigt. Zu Fuß ist der Hechtsee von Kufstein her über die parallel verlaufende, autofreie „alte Hechtseestraße“ erreichbar. Von Kiefersfelden aus führt ein Weg hoch zur Hechtseestraße, vorbei beim früheren Gasthof Sonneck; ein anderer Weg beginnt am Parkplatz beim Kieferbach und steigt steil zum Nordufer. Radfahrer erreichen den Hechtsee von Kufstein über die „alte Hechtseestraße“. Der Hechtsee-Rundweg ist allerdings für Radfahrer gesperrt. Weitere Wanderwege führen zum Hechtsee, z. B. von Kiefersfelden über den Buchberg und Egelsee, oder von Kufstein über den Thierberg und Längsee.

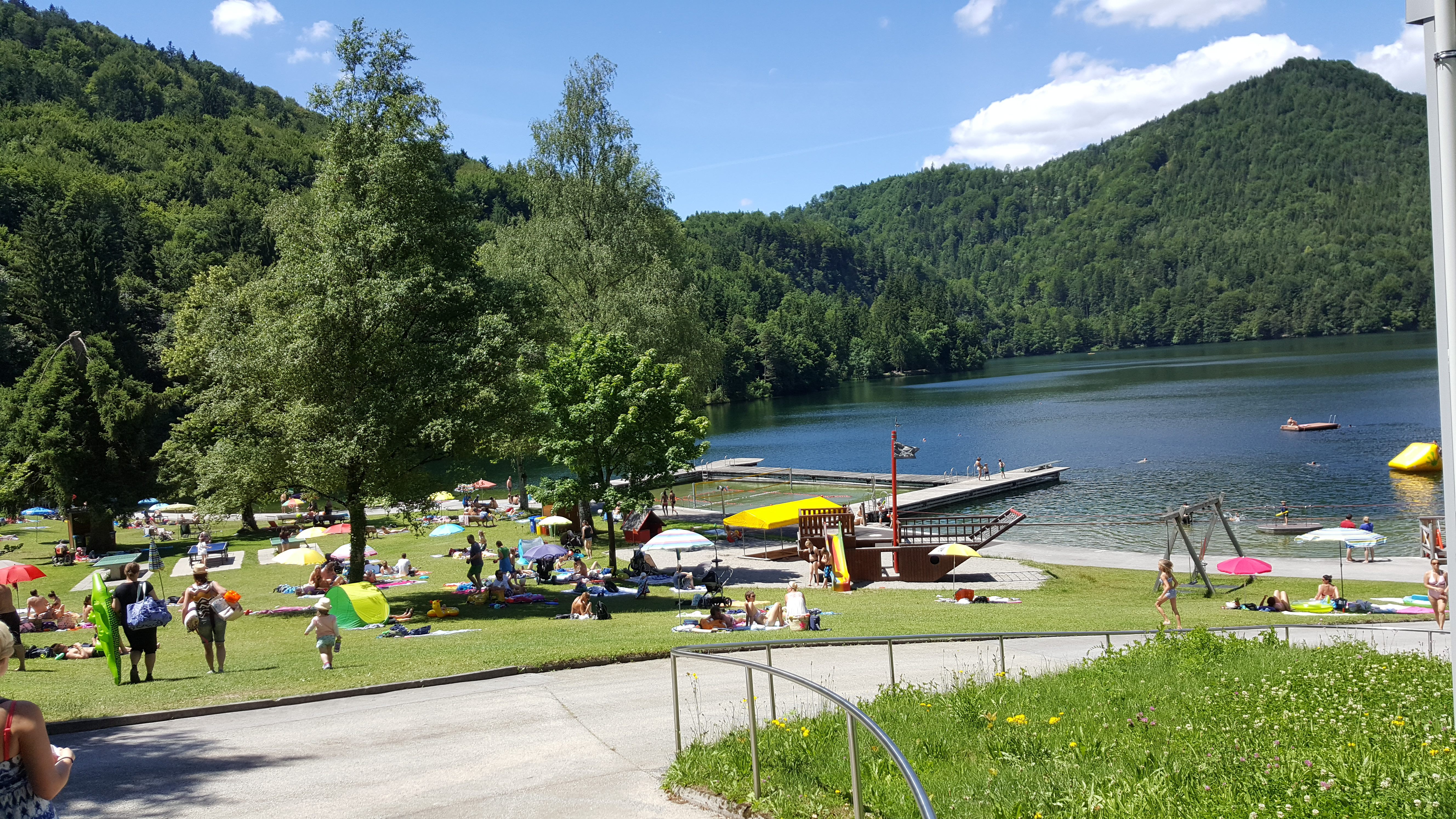
Seearena Hechtsee
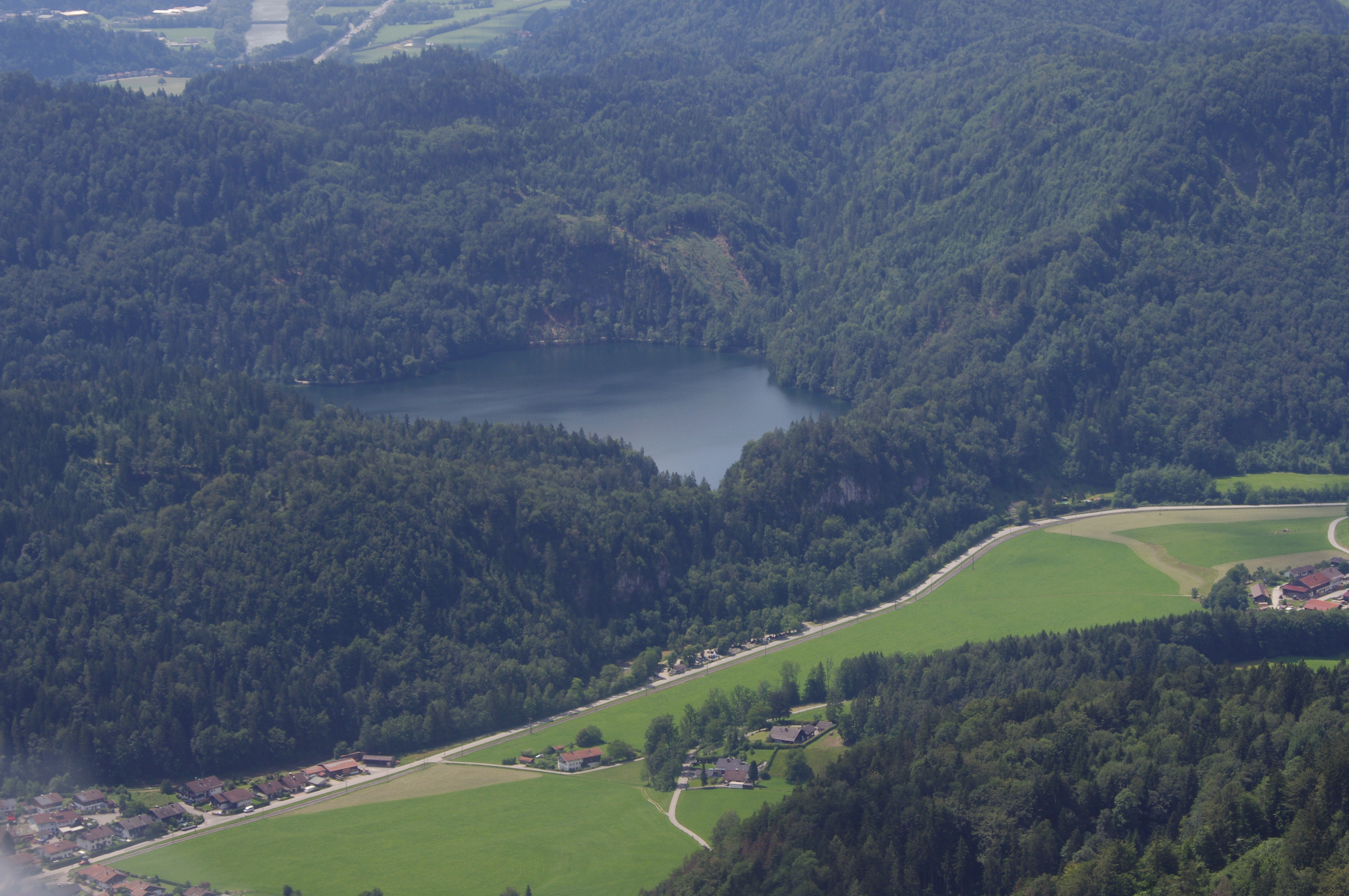
Hechtsee Luftaufnahme
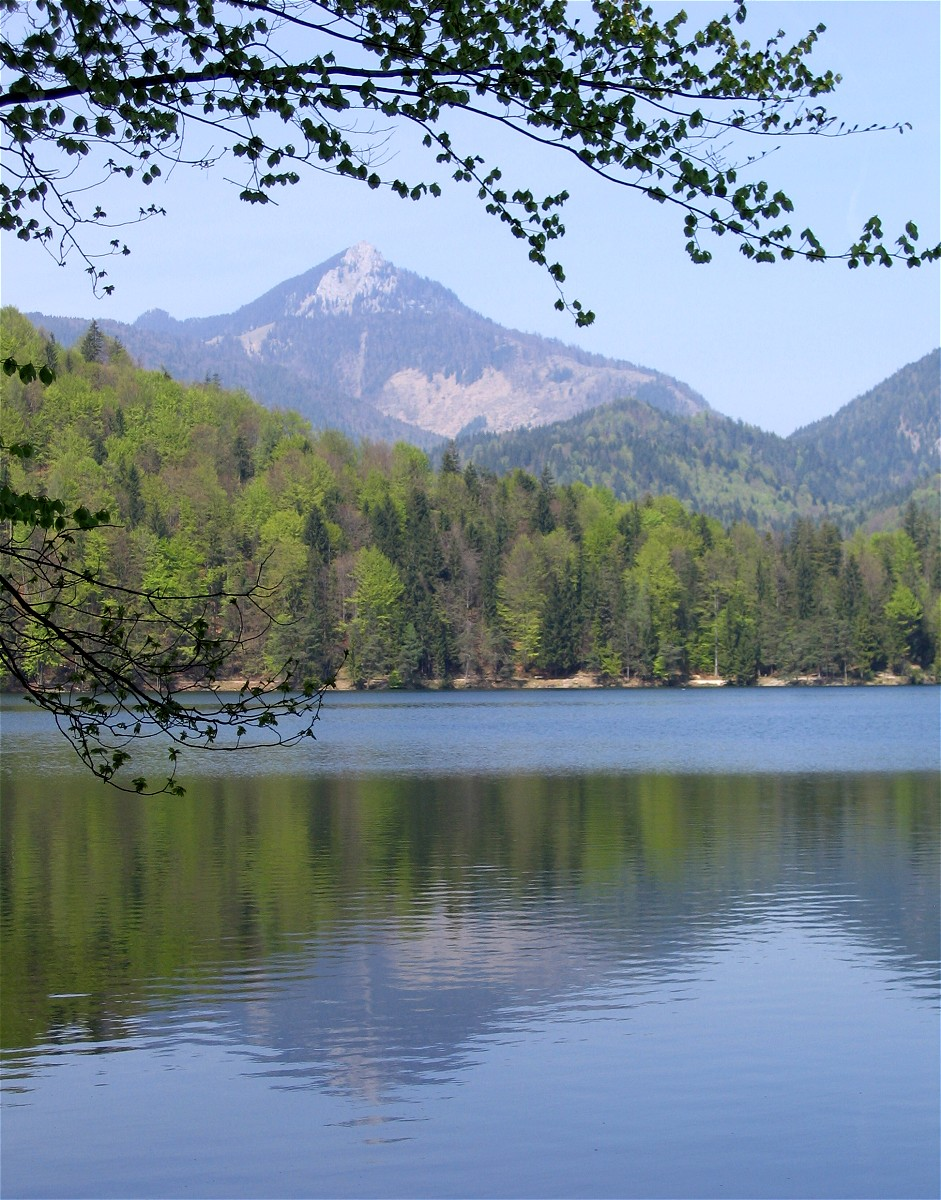
Hechtsee mit Brünnstein